# Glaucopsyche minuscula
Glaucopsyche minuscula är en fjärilsart som beskrevs av Ramon Agenjo Cecilia 1967. Glaucopsyche minuscula ingår i släktet Glaucopsyche och familjen juvelvingar. Inga underarter finns listade i Catalogue of Life.